# ۵۷۶ (پیش از میلاد)
۵۷۶ (پیش از میلاد) ۵۷۶مین سال قبل از تقویم میلادی است.